# Kōgyoku
 (juin 2019).
Si vous disposez d'ouvrages ou d'articles de référence ou si vous connaissez des sites web de qualité traitant du thème abordé ici, merci de compléter l'article en donnant les références utiles à sa vérifiabilité et en les liant à la section « Notes et références ».
L'impératrice Kōgyoku (皇極天皇, Kōgyoku Tennō, 594 - 24 août 661[réf. nécessaire]), qui a régné, pendant la période d'Asuka, une seconde fois sous le nom de  Saimei (斉明天皇, Saimei Tennō)  était à la fois le trente-cinquième et le trente-septième dirigeant impérial du Japon, selon l'ordre traditionnel de la succession. Elle est une arrière-petite-fille de l'empereur Bidatsu, et son nom de naissance est princesse Takara.

## Biographie
Saimei est la fille de Chinu no Okimi, un petit-fils de l'empereur Bidatsu, dont la tombe est peut-être située à Kashiba.
Épouse et impératrice consort de l'empereur Jomei, elle lui donne trois enfants : les princes Naka no Ōe (qui devient plus tard l'empereur Tenji), Ōama (le futur empereur Tenmu) et la princesse Hashihito.

### Premier règne
À la mort de son époux, elle monte sur le trône en tant qu'impératrice Kōgyoku le 18 février 642. Durant ce premier règne, le clan Soga s'empare du pouvoir. Son fils Naka no Ōe planifie un coup d'État et assassine Soga no Iruka à la cour, en face du trône de Kōgyoku (voir l'article Isshi no hen). Choquée, celle-ci abdique et laisse le trône  en faveur de son fils le prince héritier Naka no Ōe, mais celui-ci insiste pour que ce soit l'empereur Kōtoku, frère de Kōgyoku, qui monte sur le trône, le 12 juillet 645. Kōgyoku prend le nom de Sume-mi-oya no Mikoto.

### Second règne
Après la mort de Kōtoku le 24 novembre 654, et bien que Naka no Ōe soit le prince héritier, il remet sa mère sur le trône en tant qu'impératrice Saimei le 14 février 655, et elle continue de régner sous ce nom jusqu'à sa mort en 661. Cependant, c'est bel et bien le prince qui détient les rênes de la politique du Japon.
Saimei envoie plusieurs expéditions militaires contre les Ezo du nord de Kyūshū. En 660, le royaume coréen de Paekche est détruit par le royaume voisin de Silla, et le Japon vient en aide aux loyalistes Paekche pour tenter de récupérer leur territoire. Au début de l'année 661, Saimei quitte sa capitale de la province de Yamato (Honshū) avec une armée de terre et une marine, et traverse la mer Intérieure d'est en ouest. L'impératrice s'installe alors dans le palais temporaire d'Ishiyu, dans la province d'Iyo (aujourd'hui Dōgo Onsen). Elle arrive en mai au sanctuaire d'Asakura, au nord de la province de Tsukushi à Kyūshū (aujourd'hui une partie de la préfecture de Fukuoka) et fait abattre des arbres pour construire son palais ; la foudre tombe sur les bâtiments et les détruit. L'armée alliée des Japonais et des Paekche est alors prête à la guerre contre les Silla, lorsque Saimei meurt juste avant le départ de l'armée pour la Corée. En octobre, son corps est ramené de Kyūshū par la mer au port de Naniwa-zu (l'actuelle Osaka). Sa cérémonie funéraire a lieu au début du mois de novembre 661.

## Tombe
Le kofun Kengoshizuka (ja), en forme d'octogone, situé à Asuka, est considéré être la tombe de Kōgyoku. Haut de 5 mètres, il a un diamètre de 22 mètres. Il possède deux chambres funéraires, l'une, dit-on pour Saimei, l'autre pour sa fille, la princesse Hashihito. Le tombeau a été reconstruit entre 2017 et 2022, et il est ouvert au public.